# 小行星2739
小行星2739（2739 Taguacipa）是一颗围绕太阳公转的小行星。1952年10月17日，約瑟夫·L·布雷迪（Joseph L. Brady）在威尔逊山发现了此天体。
該小行星以印加神話的神祇塔瓜西帕（Taguacipa）命名。
这颗小行星的绝对星等为35.66932515169274等。